# Antonio Ermolao Paoletti
Antonio Ermolao Paoletti (né à Venise le 8 mai 1834 et mort dans la même ville le 13 décembre 1912) est un peintre italien de scènes de genre vénitiennes, rappelant la vie des enfants et des femmes des Bamboccianti et de fresque sacrées pour les églises de la Vénétie.

## Histoire
Le père d'Antonio, Ermolao Paoletti, était un érudit et écrivain  connu de Venise qui  a écrit un guide détaillé,  sur son architecture, ses monuments, ses œuvres artistiques et ses coutumes. Il a également écrit un dictionnaire du dialecte vénitien. Il était aussi graveur, peintre et professeur à l'Académie des Beaux-Arts de Venise. 
Antonio a suivi les cours de l'Académie en tant qu'élève de Pompeo Marino Molmenti avec le sculpteur Antonio Dal Zotto et le peintre et graveur arménien Edgar Chahine.
Il expose dans diverses expositions, notamment à Milan en 1872 : Ecco come va il vino nelle messe ; à l'Exposition de Turin de 1884 : Fleurs pour la Sainte Vierge et Fa' caro al nonno ! : à la Promotrice Popolana Venicena de 1884 : il pesce addenti  et en 1885 : Il venditore di pesce . 
Parmi ses  fresques figure le retable principal représentant la Madone du Rosaire avec saint Antoine et saint Materno (1863) pour l'église paroissiale de Melara. Comme son père, Antonio devient également professeur à l'Académie.

## Galerie

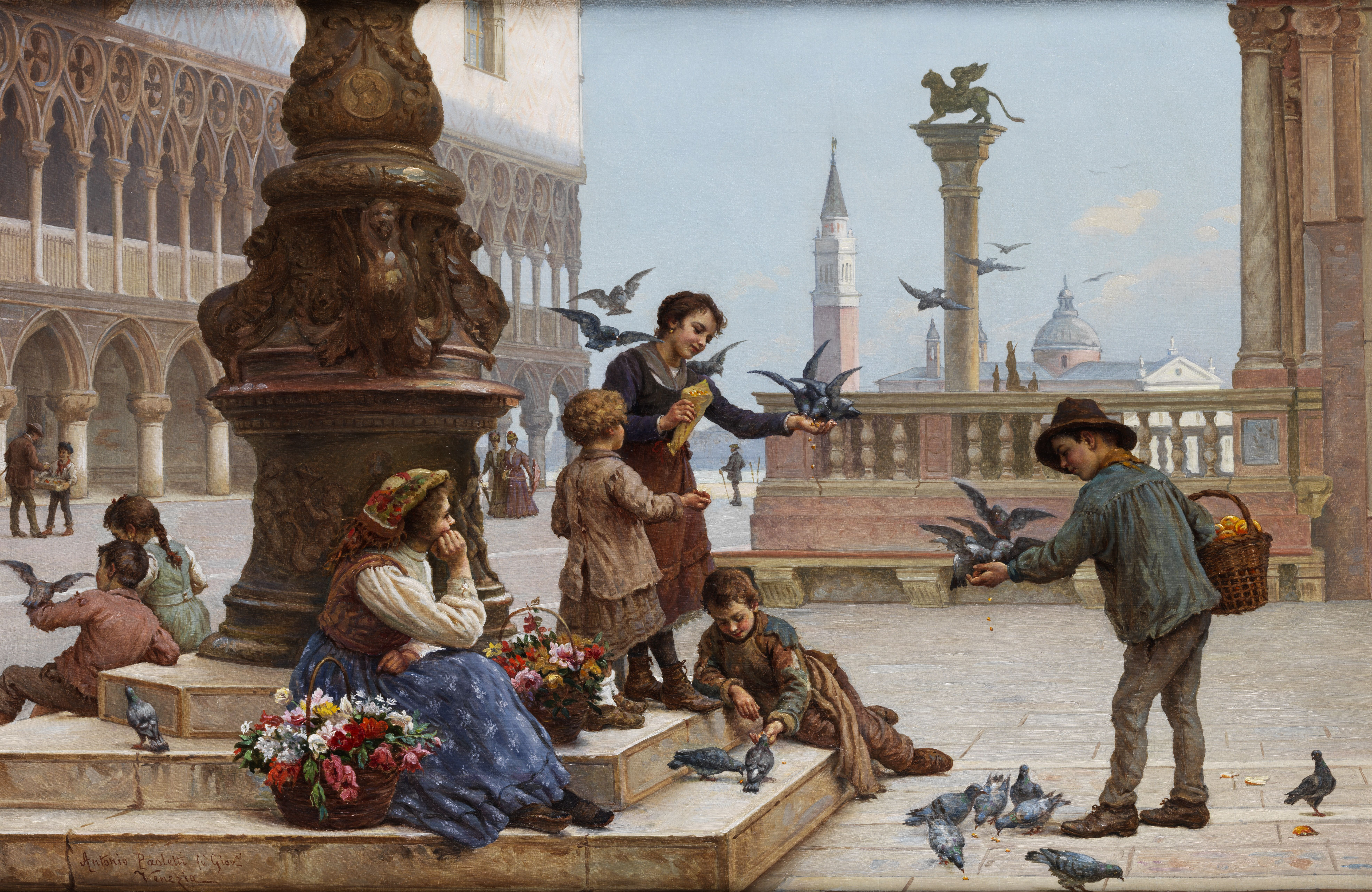
Enfants nourrissant des pigeons
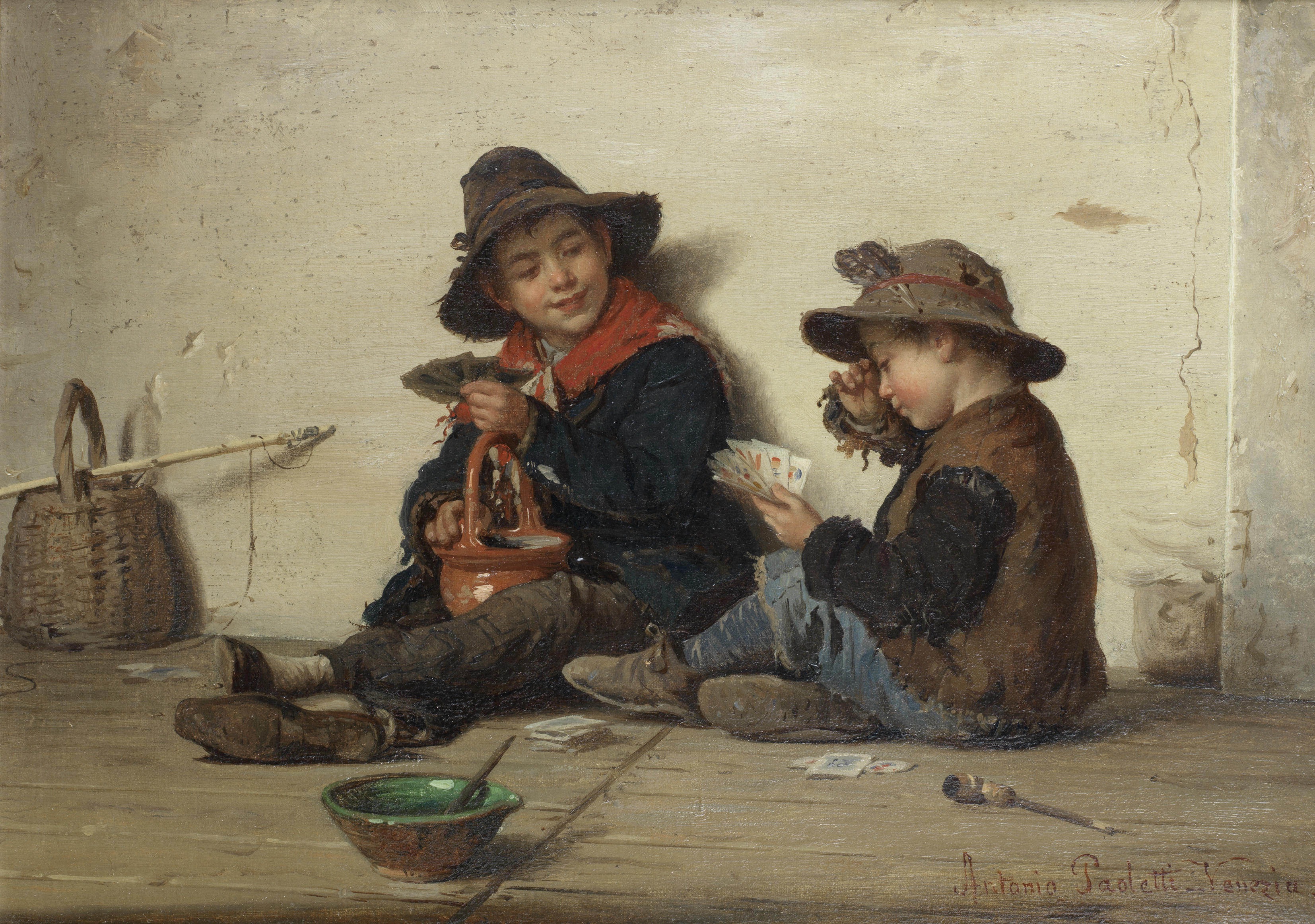
Le Bluff
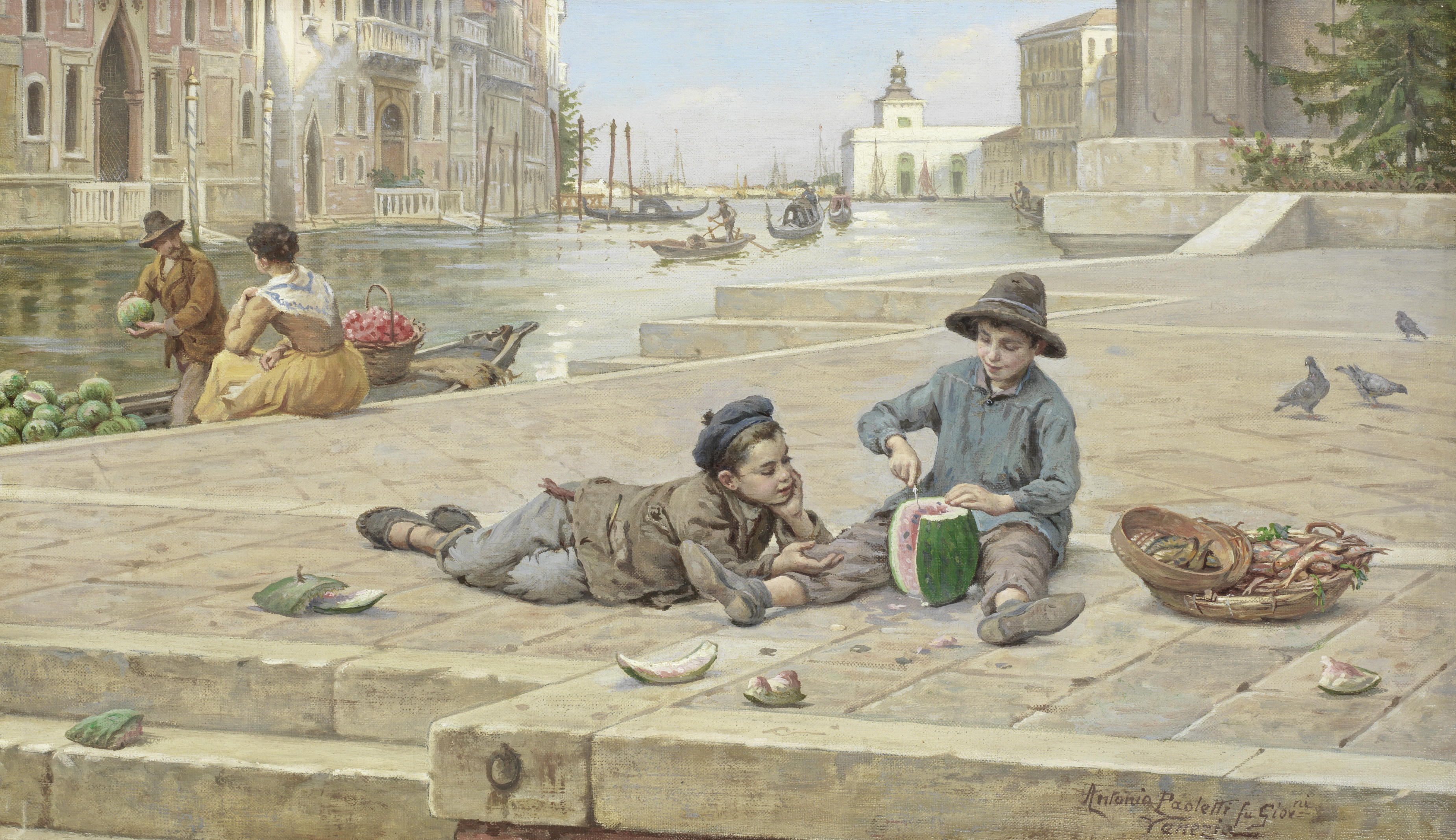
Les vendeurs de melons
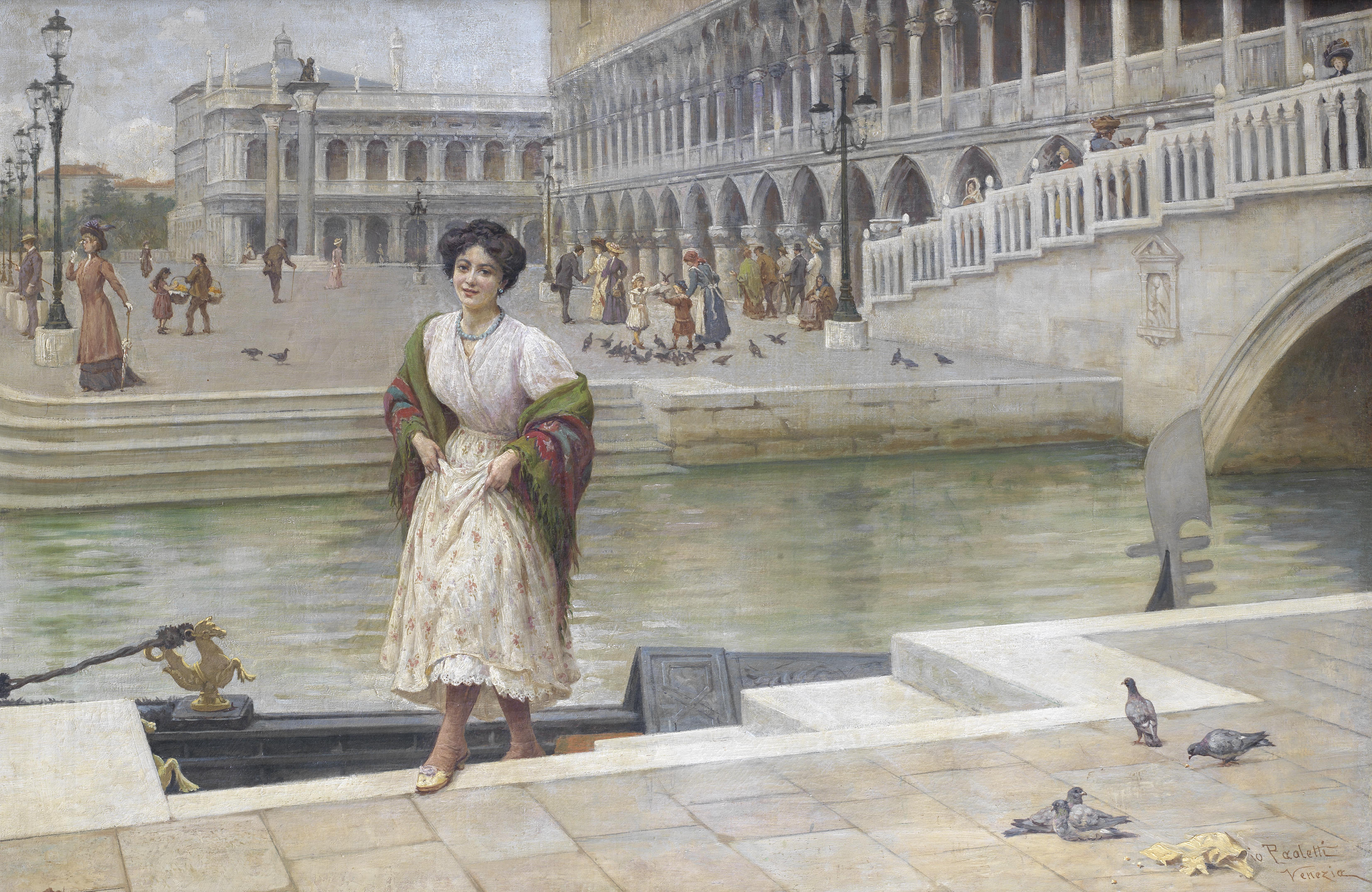
Une beauté vénitienne
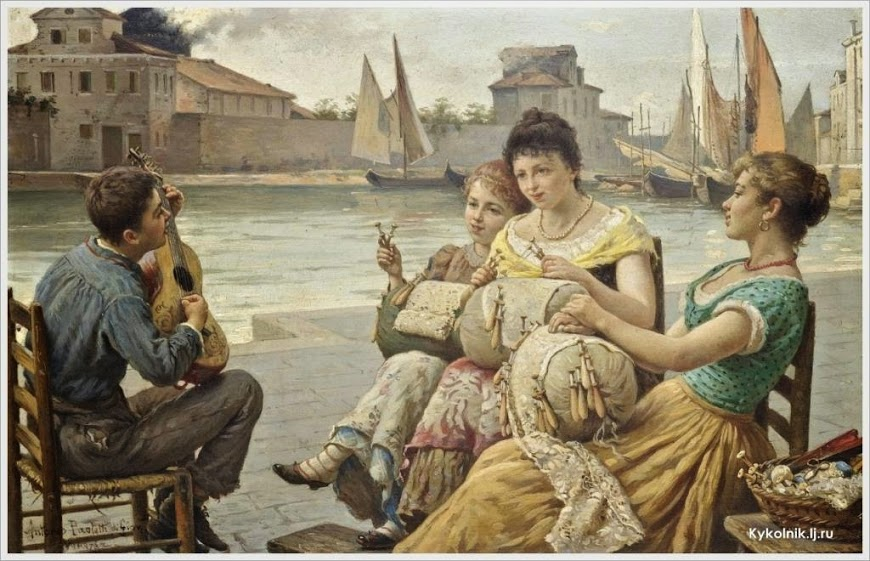
Une sérénade pour les dentellières